# Bystra acanthojoppopsis
Bystra acanthojoppopsis là một loài tò vò trong họ Ichneumonidae.